# 曹家大院
37°23′27″N 112°30′25″E / 37.39083°N 112.50694°E
曹家大院位于中国山西省太谷区北洸乡北洸村，又称三多堂，2006年被列为第六批全国重点文物保护单位。
曹家大院始建于明，万历年间修建东院，清顺治年间修建中院，康熙年间修建西院和西花园。大院坐北朝南，南北98米，东西108米，建筑面积近4000平方米，共有三个大院，内分为十五个小院，共有房间287间。